# Каледонія (Огайо)
Каледонія (англ. Caledonia) — селище (англ. village) в США, в окрузі Меріон штату Огайо. Населення — 560 осіб (2020).

## Географія
Каледонія розташована за координатами 40°38′11″ пн. ш. 82°58′10″ зх. д. / 40.63639° пн. ш. 82.96944° зх. д. (40.636326, -82.969407).  За даними Бюро перепису населення США в 2010 році селище мало площу 0,60 км², уся площа — суходіл.

## Демографія
Згідно з переписом 2010 року, у селищі мешкало 577 осіб у 232 домогосподарствах у складі 174 родин. Густота населення становила 967 осіб/км².  Було 260 помешкань (436/км²).
Расовий склад населення:
| - 97,4 % — білих - 1,6 % — чорних або афроамериканців - 0,2 % — азіатів |

До двох чи більше рас належало 0,2 %. Частка іспаномовних становила 0,5 % від усіх жителів.
За віковим діапазоном населення розподілялося таким чином: 24,1 % — особи молодші 18 років, 59,6 % — особи у віці 18—64 років, 16,3 % — особи у віці 65 років та старші. Медіана віку мешканця становила 40,2 року. На 100 осіб жіночої статі у селищі припадало 90,4 чоловіків;  на 100 жінок у віці від 18 років та старших — 90,4 чоловіків також старших 18 років.
Середній дохід на одне домашнє господарство  становив 64 034 долари США (медіана — 51 818), а середній дохід на одну сім'ю — 65 060 доларів (медіана — 50 909). За межею бідності перебувало 14,2 % осіб, у тому числі 41,7 % дітей у віці до 18 років та 1,8 % осіб у віці 65 років та старших.
Цивільне працевлаштоване населення становило 306 осіб. Основні галузі зайнятості: виробництво — 41,8 %, освіта, охорона здоров'я та соціальна допомога — 18,3 %, науковці, спеціалісти, менеджери — 7,2 %, будівництво — 6,5 %.